# Без сожаления
«Без сожаления» (кор. 후회하지 않아) —  фильм корейского режиссёра и сценариста, открытого гея Хи Ил Сонга. Картина имела скандальный успех на родине кинематографиста.

## Сюжет
Сумин — сирота, он совсем недавно покинул стены детского дома. Чтобы платить по счетам, парень работает в двух местах: днём на фабрике, вечером водителем лимузина. Однажды ночью он знакомится с подвыпившим бизнесменом, заказавшим авто, и отвозит его домой из бара. На следующий день выясняется, что этот симпатичный незнакомец по имени Джемин является сыном владельца фабрики, на которой работает Сумин. Джемин начинает день с массового увольнения рабочих. В список потерявших рабочие места попал и Сумин. Джемин узнал Сумина, он оставляет его на фабрике. Сумин беден, но горд, он решает отказаться от помощи и покровительства. Уволившись с фабрики, парень устраивается работать мальчиком по-вызову в гей-бар. Джемин преследует Сумина. Посещая заведение, Джемин заказывает его у сутенёра. Между парнями начинаются романтические отношения. Мать Джемина, узнав о порочной связи сына, настаивает, чтобы тот женился. Джемин оставляет возлюбленного. Сумин в ярости. С приятелем он похищает Джемина и отвозит в лес, где уже вырыта могила. Но в конце концов парень отказывается от расправы над Джемином. Сообщник ударяет Сумина лопатой по голове и бросает молодых людей в лесу. На рассвете Джемин и Сумин пытаются на автомобиле добраться до города, но врезаются в дерево. Не обращая внимания на приехавших полицейских, они пытаются объясниться без слов.

## В ролях
| Актёр         | Роль   |
| ------------- | ------ |
| Ким Нам-Гил   | Джемин |
| Йанг-Хунь Лии | Сумин  |

## Критика
На агрегаторе рецензий Rotten Tomatoes рейтинг одобрения составляет 63 % со средним баллом 6,3 из 10 возможных.